# والتر جونز (سياسي)
والتر جونز (بالإنجليزية: Walter Jones)‏ هو سياسي أمريكي، ولد في 18 ديسمبر 1745 في ويليامزبرغ في الولايات المتحدة، وتوفي في 31 ديسمبر 1815 في مقاطعة ويستمورلاند في الولايات المتحدة. حزبياً، نشط في الحزب الجمهوري الديمقراطي. وقد انتخب عضو مجلس نواب الولايات المتحدة عن ولاية فرجينيا وانتخب عضو مجلس النواب الأمريكي.